# Paul Josse
Paul Josse, né le 31 mars 1924 à Paris et mort le 30 juin 2018 à Saintes, est un ingénieur général honoraire français des ponts et chaussées et maire de Saintes de 1971 à 1977.

## Biographie
Né Paul Lucien Josse le 31 mars 1924 dans le 14e arrondissement de Paris, il est le fils de Pierre Josse, président de section honoraire au Conseil d’État, et de Lucienne Josse née Lesage. Il étudie aux collège-lycée Jacques-Decour à Paris et Blaise-Pascal à Clermont-Ferrand, puis est licencié en droit à la Faculté de droit de Paris. Polytechnicien de la promotion de 1943, il devient ingénieur des ponts et chaussées en 1948.
Il effectue une brillante carrière dans l'administration, puis s'engage dans la politique au lendemain de mai 68. Il est élu maire de Saintes en 1971, entre deux longs règnes socialistes, jusqu'en 1977. Son parcours est notamment marqué par son fort appui en faveur du passage de l’autoroute A10 dans sa commune. Il soutient publiquement Bernadette Schmitt en 2001, Jean-Philippe Machon en 2014 et Frédéric Neveu en 2017, des candidats de sa famille politique.
Il reste impliqué dans la vie politique locale depuis la demeure familiale jusqu'à son décès le 30 juin 2018.

## Distinctions
Paul Josse est commandeur de la Légion d'honneur et de l'ordre national du Mérite et officier de l'ordre du Mérite agricole.

## Vie privée
Il a quatre enfants, Catherine, François, Isabelle, Philippe avec Janine, née Bouffandeau, petite-fille d’Octave Lauraine, député et sénateur de la gauche radicale durant la IIIe République.